# Liste von Netflix-Filmproduktionen

Logo von Netflix

Diese Liste von Netflix-Filmproduktionen (auch als Netflix Originals bezeichnet) enthält Spiel- und Dokumentarfilme des US-amerikanischen Subscription-Video-on-Demand-Anbieters Netflix, die von ihm produziert wurden oder deren Produktion überwiegend von Netflix finanziert wurde. Diese Liste enthält nur Filme, die ihre weltweite Premiere auf dem Streamingportal von Netflix gefeiert haben, wobei einzelne Vorabveröffentlichungen auf verschiedenen Filmfestivals dabei unberücksichtigt bleiben.
Nicht enthalten sind Filme wie Berlin, Berlin – Der Film, Wenn du stirbst, zieht dein ganzes Leben an dir vorbei, sagen sie oder Systemsprenger, für die sich Netflix lediglich die exklusiven Verwertungsrechte für einzelne Territorien gesichert hat, obwohl sie als Netflix Originals bezeichnet werden.
Ebenfalls nicht enthalten sind Fernseh-, Dokumentarserien und Reality-TV-Formate, da diese in der Liste von Netflix-Serienproduktionen gelistet sind.

## Spielfilme

### 2014–2019
2014
- Imperial Dreams

2015
- Beasts of No Nation
- The Ridiculous 6

2016
- ARQ
- Barry
- Brahman Naman
- Crouching Tiger, Hidden Dragon: Sword of Destiny (Wòhǔ Cánglóng: Qīngmíng Bǎojiàn)
- Die wahren Memoiren eines internationalen Killers (True Memoirs of an International Assassin)
- I Am the Pretty Thing That Lives in the House
- Jadotville (The Siege of Jadotville)
- Mascots
- Mercy
- Pee-wee’s Big Holiday
- Rebirth
- Special Correspondents
- Spectral
- Still (Hush)
- Tallulah
- The Do-Over
- Umweg nach Hause (The Fundamentals of Caring)
- XOXO
- 7 años

2017
- A Christmas Prince
- Amerikas meistgehasste Frau (The Most Hated Woman in America)
- Blame!
- Bright
- Burning Sands
- Clinical
- Das Spiel (Gerald’s Game)
- Death Note
- Deidra und Laney – Diebstahl auf Schienen (Deidra & Laney Rob a Train)
- Der weite Weg der Hoffnung (First They Killed My Father)
- Die Münzraub-AG (Coin Heist)
- Die Weihnachtskarte (Christmas Inheritance)
- El Camino Christmas
- Fe de etarras – Im Glauben an die ETA (Fe de etarras)
- Fremd in der Welt (I Don’t Feel at Home in This World Anymore)
- Girlfriend’s Day
- Handsome: Ein Netflix Krimi (Handsome: A Netflix Mystery Movie)
- Highway 10 nach San Bernardino (Take the 10)
- iBoy
- Little Evil
- Mudbound
- Naked
- Okja
- O Matador
- Small Crimes
- Sand Castle
- Sandy Wexler
- Shimmer Lake
- The Discovery
- The Babysitter
- The Incredible Jessica James
- The Meyerowitz Stories (New and Selected)
- To the Bone
- Tramps
- Unsere Seelen bei Nacht (Our Souls at Night)
- War Machine
- What Happened to Monday?
- Wheelman
- Win It All
- 1922
- #Reality High

2018
- A Christmas Prince: The Royal Wedding
- Alex Strangelove
- Alles nur eine Frage des Geschmacks (Les goûts et les couleurs)
- Amateur
- Apostle
- Auf meiner Haut (On My Skin)
- Been So Long
- Benji
- Bird Box – Schließe deine Augen (Bird Box)
- Blockbuster
- Calibre – Weidmannsunheil (Calibre)
- Cam
- Candy Jar
- Cargo
- Come Sunday
- Das Vermächtnis des Weißwedelhirschjägers (The Legacy of a Whitetail Deer Hunter)
- Der ägyptische Spion, der Israel rettete (The Angel)
- Der Jahrestag (Happy Anniversary)
- Der unsterbliche Brij Mohan (Brij Mohan Amar Rahe)
- Die Woche (The Week Of)
- Dude
- Eine nutzlose und dumme Geste (A Futile and Stupid Gesture)
- Extinction
- First Match
- Game Over, Man!
- How It Ends
- Ibiza
- Kein Mann für leichte Stunden (I Am Not an Easy Man)
- Land der Gewohnheit (The Land of Steady Habits)
- Liebe pro Quadratmeter (Love Per Square Foot)
- Lust Stories
- Mogli: Legende des Dschungels (Mowgli: Legend of the Jungle)
- Mute
- Nappily Ever After
- Open House (The Open House)
- Outlaw King
- Paradox
- Parallelwelten
- Prinzessinnentausch (The Princess Switch)
- Private Life
- Rajma Chawal
- Roma
- Roxanne Roxanne
- Set It Up
- Sierra Burgess Is a Loser
- Sometimes (Sila Samayangalil)
- Step Sisters
- TAU (Tau)
- The After Party
- The Ballad of Buster Scruggs
- The Christmas Chronicles
- The Cloverfield Paradox
- The Holiday Calendar
- The Kissing Booth
- The Most Assassinated Woman in the World (La femme la plus assassinée du monde)
- The Night Comes for Us
- The Other Side of the Wind
- The Outsider
- The Package
- The Polka King
- To All the Boys I’ve Loved Before
- Unersetzlich (Irreplaceable You)
- Vater des Jahres (Father of the Year)
- Vergib uns unsere Schuld (Rimetti a noi i nostri debiti)
- Wie der Vater … (Like Father)
- When We First Met
- Wolfsnächte (Hold the Dark)
- 22. Juli (22 July)
- 5-Sterne-Weihnachten (Natale a 5 stelle)
- 6 Ballons (6 Balloons)

2019
- A Christmas Prince: The Royal Baby
- American Son
- Banlieusards – Du hast die Wahl (Banlieusards)
- Beats
- Chopsticks
- Como caído del cielo: Pedros Zugabe (Como Caído Del Cielo)
- Dead Kids
- Der Biss der Klapperschlange (Rattlesnake)
- Der Mann ohne Gravitation (L’uomo senza gravità)
- Die zwei Päpste (The Two Popes)
- Die Kunst des toten Mannes (Velvet Buzzsaw)
- Drive
- Einer von sechs (Sextuplets)
- El Camino: Ein „Breaking Bad“-Film (El Camino: A Breaking Bad Movie)
- Eli
- Elisa und Marcela (Elisa y Marcela)
- Falling Inn Love
- Firebrand
- Fractured
- Good Sam
- High Flying Bird
- Holiday Rush
- House Arrest
- Im hohen Gras (In the Tall Grass)
- In the Shadow of the Moon
- Io
- Jaoon Kahan Bata Ae Dil
- Juanita
- La Grande Classe: Alles beim Alten (La Grande Classe)
- Laufen. Reiten. Rodeo. (Walk. Ride. Rodeo.)
- Lionheart
- Marriage Story
- Murder Mystery
- Music Teacher
- Otherhood
- Paddleton
- Polar
- Point Blank
- Rim of the World
- Secret Obsession
- See You Yesterday
- Seventeen (Diecisiete)
- Someone Great
- Soni
- Tage wie diese (Let it Snow)
- The App
- The Dirt – Sie wollten Sex, Drugs & Rock’n’Roll (The Dirt)
- The Forest of Love
- The Highwaymen
- The Irishman
- The King
- The Knight Before Christmas
- The Last Laugh
- The Perfect Date
- The Red Sea Diving Resort
- Triple Frontier
- Trotz allem (A pesar de todo)
- Unicorn Store
- Unser Paris (Paris est à nous)
- Upstarts
- Weihnachten in der Wildnis (Holiday in the Wild)
- Wen würdest du auf eine einsame Insel mitnehmen? (¿A quién te llevarías a una isla desierta?)
- Wie Jodi über sich hinauswuchs (Tall Girl)
- Wine Country
- Wo die Erde bebt (Earthquake Bird)
- Wounds
- Zwischen zwei Farnen: Der Film (Between Two Ferns: The Movie)
- 15. August (15 August)
- 6 Underground

### Ab 2020
2020
- A Babysitter’s Guide to Monster Hunting
- A Fall from Grace
- All Day and a Night
- All die verdammt perfekten Tage (All the Bright Places)
- All Together Now
- Alles Gute kommt von oben (Operation Christmas Drop)
- Banden von Marseille (Bronx)
- Betonrausch
- Bis zum Untergang (Jusqu’au déclin)
- Bucin: Beziehung will gelernt sein (Bucin)
- Bulbbul
- Choked: Paisa Bolta Hai
- Class of ’83
- Coffee & Kareem
- Da 5 Bloods
- Dangerous Lies
- Das Letzte, was er wollte (The Last Thing He Wanted)
- Das machst du schon (Ahí te Encargo)
- Dein Zuhause gehört mir (Hogar)
- Der nächtliche Besucher (Ofrenda a la tormenta)
- Der Sanitäter (El practicante)
- Der schwarze Brunnen (Kaali Khuhi)
- Desperados
- Die bunte Seite des Monds (Over the Moon)
- Die Fremdgeher (Gli infedeli)
- Die Todesschwester (Hermana Muerte)
- Die Turteltauben (The Lovebirds)
- Dolly Kitty Aur Woh Chamakte Sitare
- Enola Holmes
- Erde und Blut (La terre et le sang)
- Eurovision Song Contest: The Story of Fire Saga
- Familie Willoughby (The Willoughbys)
- Fatal Affair
- Fearless – Babysitten ist Heldensache (Fearless)
- Feel the Beat
- Flugmodus (Modo Avião)
- Freaks – Du bist eine von uns
- Geheime Anfänge (Orígenes secretos)
- Ghost Stories
- Gibt es ein Leben nach der Party? (Afterlife of the Party)
- Ginny Weds Sunny
- Guilty
- Gunjan Saxena: The Kargil Girl
- Einer wie keiner (He’s All That)
- Ernste Männer (Serious Men)
- Fuego negro
- His House
- Holidate
- Horse Girl
- Hubie Halloween
- If Anything Happens I Love You (Kurzfilm)
- I’m No Longer Here (Ya no estoy aquí)
- I’m Thinking of Ending Things
- Intuition (La corazonada)
- Isi & Ossi
- Jingle Jangle Journey: Abenteuerliche Weihnachten!
- Kadaver
- Lost Girls
- Love Like the Falling Rain (Seperti Hujan Yang Jatuh Ke Bumi)
- Love Wedding Repeat
- Maska
- Mein 40-jähriges Ich (The 40-Year-Old Version)
- Mein WWE Main Event (The Main Event)
- Menendez Parte 1: El día del Señor
- Mrs. Serial Killer
- Nobody Knows I’m Here (Nadie sabe que estoy aquí)
- Nobody Sleeps in the Woods Tonight (W lesie dziś nie zaśnie nikt)
- Nur die halbe Geschichte (The Half of It)
- Òlòtūré
- Papa gesucht (Se busca papá)
- Pasal Kau!
- Project Power
- Raat Akeli Hai
- Rebecca
- Red Dot
- Reichlich verliebt (Ricos de Amor)
- Sergio
- Seriously Single
- Spenser Confidential
- The Babysitter: Killer Queen
- The Boys in the Band
- The Devil All the Time
- The Kissing Booth 2
- The Last Days of American Crime
- The Old Guard
- The Sleepover
- The Trial of the Chicago 7
- The Wrong Missy
- Tigertail
- Time to Hunt
- To All the Boys: P.S. I Still Love You
- Tyler Rake: Extraction (Extraction)
- Über das Ergebnis hinaus (Ultras)
- Um ein Schnurrhaar (Nakitai Watashi wa Neko wo Kaburu)
- Uncorked
- Unter der Sonne Ricciones (Sotto il sole di Riccione)
- Vampires vs. the Bronx
- Verbrechen verbindet (Crímenes de familia)
- Verirrte Kugel (Balle perdue)
- Verrückte Lehrer (Guru-Guru Gokil)
- Work It
- Yarına Tek Bilet
- Yeh Ballet

2021
- A Classic Horror Story
- Abenteuer ʻOhana (Finding ’Ohana)
- Awake
- Bekenntnisse eines unsichtbaren Mädchens
- Don’t Look Up
- Ein Polizei-Film (Una película de policías)
- Einer wie keiner
- Escape the Undertaker
- Love and Monsters
- Mit den Wellen (Sulla stressa onda)
- Monster! Monster?
- Niemand kommt hier lebend raus
- Nobody Sleeps in the Woods Tonight 2 (W lesie dziś nie zaśnie nikt 2)
- Prinzessinnentuasch 3 – Auf der Jagd nach dem Stern
- Rote Robin (Robin Robin)
- Sweet Girl
- The Kissing Booth 3
- Thunder Force
- To All the Boys: Always and Forever

2022
- A Perfect Pairing
- Because of you
- Choose or Die
- Das Seeungeheuer (The Sea Beast)
- End of the Road
- Enola Holmes 2
- Falling for Christmas
- Fatherhood
- Gefährliche Liebschaften
- Glass Onion: A Knives Out Mystery
- Hellhole
- I Believe in Santa
- In guten Händen
- Love & Gelato
- Me Times
- Metal Lords
- Mr. Harrigan’s Phone
- Purple Hearts
- The Adam Project
- The Gray Man
- The in Between
- Troll
- Wie Jodi über sich hinauswuchs 2

2023
- A Beautiful Life
- The After (Kurzfilm)
- AKA
- Best. Christmas. Ever!
- Bird Box – Barcelona
- Chupa
- Du bist sowas von nicht zu meiner Bat-Mizwa eingeladen (You Are So Not Invited To My Bat Mitzvah)
- Happy Ending
- Heart of Stone
- Konferensen
- Küssen und andere lebenswichtige Dinge (Happiness for Beginners)
- Leo
- Love Is in the Air
- Luther: The Fallen Sun
- Old Dads
- The Out-Laws
- Paradise
- Tyler Rake: Extraction 2
- We Have a Ghost
- Who is Erin Carter?

2024
- Atlas
- Damsel
- The Deliverance
- Don’t Move
- Ein ganz mieser Tag (Strul)
- A Family Affair
- Find Me Falling
- Hot Frosty
- Im Wasser der Seine (Sous la Seine)
- Irish Wish
- Ein klitzekleines Weihnachtswunder (That Christmas)
- Die Liebeskümmerer
- Lift
- The Merry Gentlemen
- Mother of the Bride
- Our Little Secret
- Players
- Der Schacht 2 (El Hoyo 2)
- Die Schneeschwester (Snøsøsteren)
- Spieleabend
- Der Tränenmacher
- Trigger Warning
- Die Werwölfe von Düsterwald (Loups-Garous)
- Zeig mir, wer du bist (It’s What’s Inside)
- Ein Zug voller Hoffnung (Il treno dei bambini)

2025
- Back in Action
- Irgendwie schwanger (Kinda Pregnant)
- La Dolce Villa
- The Electric State
- Exterritorial
- Eine Kopenhagener Liebesgeschichte (Sult)
- Morgen kommt ein neuer Himmel (The Life List)
- Nonnas
- Brick
- Happy Gilmore 2
- My Oxford Year
- Night Always Comes
- Fall for Me
- The Wrong Paris

## Dokumentarfilme

### 2014–2019
2014
- E-Team
- Mission Blue
- Mitt
- Print the Legend
- The Battered Bastards of Baseball
- The Square
- Virunga

2015
- Hot Girls Wanted
- Keith Richards: Under the Influence
- My Own Man
- Tig
- The Other One: The Long, Strange Trip of Bob Weir
- What Happened, Miss Simone?
- Winter on Fire: Ukraine’s Fight for Freedom

2016
- Amanda Knox
- Audrie & Daisy
- Der 13. (13th)
- Die Himmelsleiter: Cai Guo-Qiangs Kunst (Sky Ladder: The Art of Cai Guo-qiang)
- Die Weißhelme (The White Helmets)
- Extremis
- In den Tiefen des Infernos (Into the Inferno)
- My Beautiful Broken Brain
- Steve Aoki: Schlafen kann ich noch, wenn ich tot bin (I’ll Sleep When I’m Dead)
- Team Foxcatcher
- The Ivory Game: Das Elfenbein-Komplott (The Ivory-Game)
- Tony Robbins: I Am Not Your Guru

2017
- Casting JonBenet
- Chasing Coral
- Counterpunch
- Cuba and the Cameraman
- Gaga: Five Foot Two
- Get Me Roger Stone
- Heroin(e)
- Ikarus (Icarus)
- In unserer eigenen Welt (Kingdom of Us)
- Joshua: Teenager gegen Supermacht (Joshua: Teenager vs. Superpower)
- Laerte-se
- Jim und Andy (Jim & Andy: The Great Beyond)
- Joan Didion: Die Mitte wird nicht halten (Joan Didion: The Center Will Not Hold)
- Long Shot
- Mars Generation (The Mars Generation)
- Nobody Speak: Die Fallstricke der Pressefreiheit (Nobody Speak: Trials of the Free Press)
- One Of Us
- Resurface – Auf den Wellen des Traumas (Resurface)
- Rettet den Kapitalismus! (Saving Capitalism)
- Strong Island
- The Death and Life of Marsha P. Johnson
- Voyeur

2018
- City of Joy
- Die Geschichte der Rachel Dolezal (The Rachel Divide)
- Ein ewiger Kampf: Leben und Kunst des Stanisław Szukalski (Struggle: The Life and Lost Art of Szukalski)
- E pluribus unum – Aus vielen eines (Out of Many, One)
- Endspiel (End Game)
- Erkenntnisse aus einem Schulmassaker: Briefe aus Dunblane (Lessons from a School Shooting: Notes from Dunblane)
- Feministinnen: Was haben sie sich gedacht? (Feminists: What Were They Thinking?)
- Gloria Allred – Kämpferin der Gerechten (Seeing Allred)
- Ladies First
- Mercury 13
- Quincy Jones – Mann, Künstler und Vater (Quincy)
- Ram Dass, Going Home (Ram Dass – Ritornare a casa)
- Recovery Boys – Jeder Versuch zählt (Recovery Boys)
- ReMastered: Tricky Dick & the Man in Black
- ReMastered: Who Killed Jam Master Jay?
- ReMastered: Who Shot the Sheriff?
- Selbstbestimmung ./. Politik – Abtreibung in den USA (Reversing Roe)
- Sie werden mich lieben, wenn ich tot bin (They’ll Love Me When I’m Dead)
- Shirkers
- Take Your Pills
- The American Meme – Leben, Freiheit und die Suche nach Ruhm (The American Meme)
- The Bleeding Edge – Das Geschäft mit der Gesundheit (The Bleeding Edge)
- Zion
- Zwei Katalonien (Dos Cataluñas)

2019
- A Love Song for Latasha
- All in My Family
- American Factory
- Am Rande der Demokratie (Democracia em Vertigem)
- Antoine Griezmann – Eine Legende wird geboren (Antoine Griezmann – The Making of a Legend)
- Bikram: Yogi, Guru, Raubtier (Bikram: Yogi, Guru, Predator)
- Brené Brown: The Call to Courage
- Cambridge Analyticas großer Hack (The Great Hack)
- Das Leben nach Maria (After Maria)
- Die legendäre Kokain-Insel (The Legend of Cocaine Island)
- El Pepe: Ein Leben an höchster Stelle (El Pepe, Una Vida Suprema)
- Eine Geschichte zweier Küchen (A Tale of Two Kitchens)
- Eine japanische Sumoringerin (Little Miss Sumo)
- Eine 3-minütige Umarmung (A 3 Minutes Hug)
- Enter the Anime
- Fire in Paradise
- Frischer Wind im Kongress (Knock Down the House)
- Fyre
- Ghosts of Sugar Land
- Grass Is Greener
- Hello, Privilege. It’s Me, Chelsea
- Homecoming – Ein Film von Beyoncé (Homecoming – A Film by Beyoncé)
- It Takes a Lunatic
- Lorena, die Läuferin (Lorena, Light-Footed Woman)
- Los Tigres del Norte at Folsom Prison
- Nach der Razzia (After the Raid)
- Parchís: die Dokumentation (Parchís: El documental)
- ReMastered: Devil at the Crossroads
- ReMastered: Massacre at the Stadium
- ReMastered: The Lion’s Share
- ReMastered: The Miami Showband Massacre
- ReMastered: The Two Killings of Sam Cooke
- Rolling Thunder Revue: A Bob Dylan Story by Martin Scorsese
- Sag mir, wer ich bin (Tell Me Who I Am)
- Stigma Monatsblutung (Period. End of Sentence.)
- The Godfather of Black Music (The Black Godfather)
- Trauerwanderung für Evelyn (Evelyn)
- Travis Scott: Look Mom I Can Fly
- Vogelliebhaber (Birders)
- Vogeltanz (Dancing with the Birds)
- Vom Leben überholt (Life Overtakes Me)

### Ab 2020
2020
- American Murder: Die Bilderbuchfamilie (American Murder: The Family Next Door)
- Anelka: Der Missverstandene (Anelka : L’Incompris)
- Ariana Grande: Excuse Me, I Love You
- Athletin A (Athlete A)
- Becoming – Meine Geschichte (Becoming)
- Bigflo & Oli: Hip-Hop-Wahnsinn (Bigflo & Oli: Hip Hop Frenzy)
- Blackpink: Light Up The Sky
- Circus of Books
- Cyntoia Brown: Die Geschichte einer begnadigten Mörderin (Murder to Mercy: The Cyntoia Brown Story)
- Das Dilemma mit den sozialen Medien (The Social Dilemma)
- David Attenborough: Mein Leben auf unserem Planeten (David Attenborough: A Life On Our Planet)
- Der amerikanische Traum vom Buchstabieren (Spelling the Dream)
- Der Claudia-Kishi-Club (The Claudia Kishi Club)
- Dick Johnson ist tot (Dick Johnson Is Dead)
- Die drei Tode der Marisela Escobedo (Las tres muertes de Marisela Escobedo)
- Die Geheimnisse der Grabstätte von Sakkara (Secrets of the Saqqara Tomb)
- Die Speedcuber (The Speed Cubers)
- Disclosure: Hollywoods Bild von Transgender (Disclosure: Trans Lives on Screen)
- Eine geheime Liebe (A Secret Love)
- Eingefroren: Hoffnung auf ein zweites Leben (Hope Frozen: A Quest to Live Twice)
- Fangio – Der Mann, der die Maschinen zähmte (Fangio: El hombre que domaba las máquinas)
- Father Soldier Son
- GIMS (GIMS: On the Record)
- Guillermo Vilas – Eine Richtigstellung (Vilas: Serás lo que debas ser o no serás nada)
- John Shepherds Kontaktversuche mit Aliens (John Was Trying to Contact Aliens)
- LA Originals
- Mein Lehrer, der Krake (My Octopus Teacher)
- Miss Americana
- Mucho Mucho Amor: Die Legende von Walter Mercado (Mucho Mucho Amor: The Legend of Walter Mercado)
- One Take
- On est ensemble
- Phönix aus der Asche (Rising Phoenix)
- Psychedelische Abenteuer: Have a Good Trip! (Have a Good Trip: Adventures in Psychedelics)
- Rettung für Roona (Rooting for Roona)
- Sommer der Krüppelbewegung (Crip Camp: A Disability Revolution)
- There’s Something in the Water

2021
- Baggio: Das göttliche Zöpfchen (Il Divin Codino)
- Bob Ross: Glückliche Unfälle, Betrug und Gier (Bob Ross: Happy Accidents, Betrayal & Greed)
- Hörbar (Audible)
- Nach Hause (Lead Me Home)

2023
- Der Teufel auf der Anklagebank (The Devil on Trial)